# Tollensanen

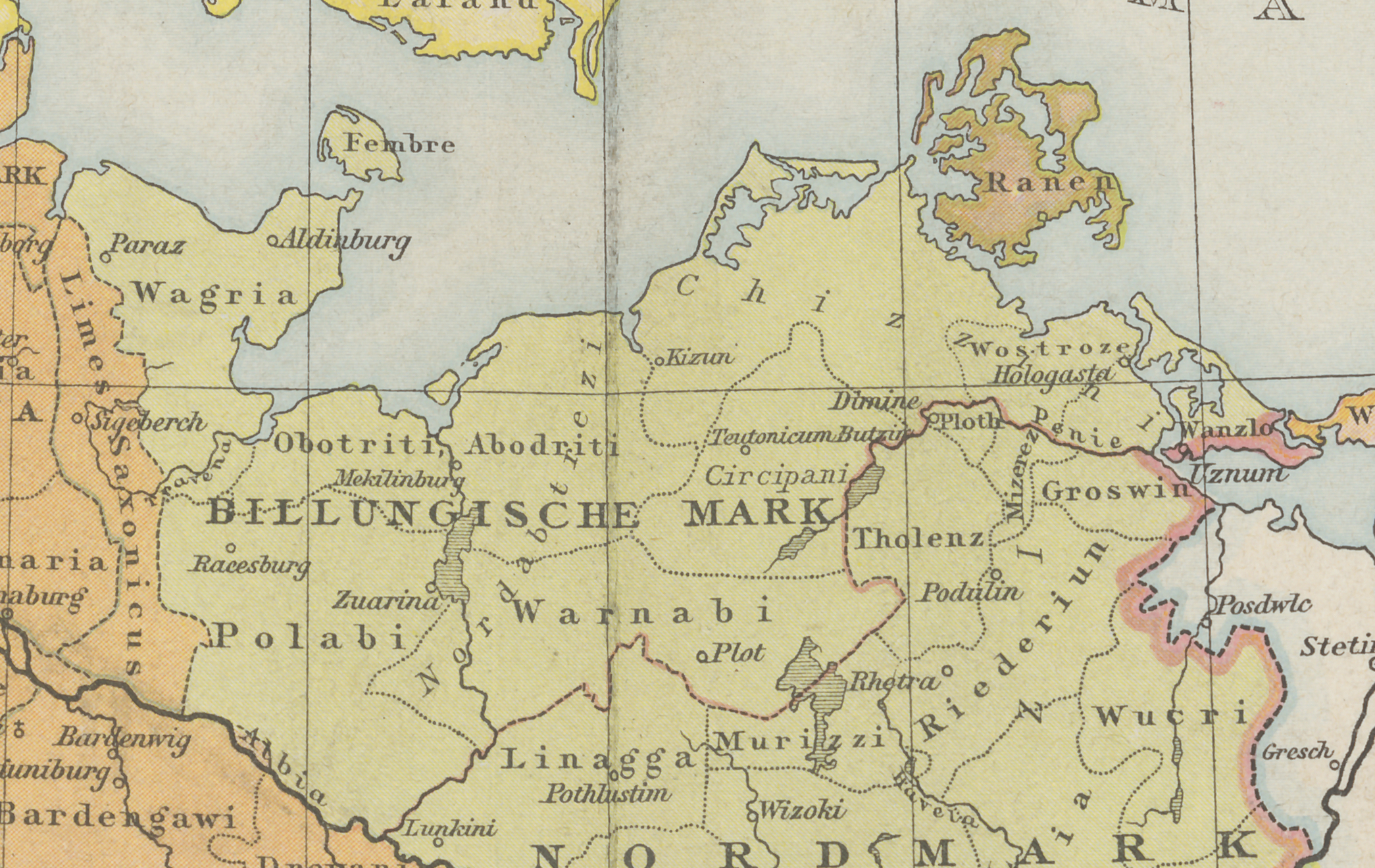
Stammesgebiet der Tollenser (Tholenz) um das Jahr 1000

Die Tollensanen oder Tollenser (lateinisch Tollensani) waren ein slawischer Stamm vom 10. bis 12. Jahrhundert. Sie siedelten nordwestlich des Tollensesees und Tollensefluss im heutigen Mecklenburg-Vorpommern. Sie gehörten zum Stammesverband der Lutizen. 

## Geschichte
Die Tollensanen wurden erstmals zum Jahr 955 als Tolonsensis in dem für dieses Jahr zeitgenössischen Eintrag in den St. Gallener Annalen erwähnt. Um 1070 berichtet  Adam von Bremen von ihnen. Auch Helmold von Bosau nannte sie in seiner Slawenchronik. 
Er berichtete, dass es zwischen den Tollensern, Redariern, Kessinern und Zirzipanen um 1056/57 immer wieder zu Auseinandersetzungen kam. Dabei ging es um die Führung des Lutizenbundes, denn die Tollenser und Redarier beanspruchten diese, weil das Stammesheiligtum Rethra in ihrem Bereich lag.
Die Tollenser und Redarier unterlagen dem Streit mindestens dreimal, sodass sie Hilfe bei dem Obotritenfürst Gottschalk der Wende und dem Sachsenherzog Bernhard suchten. Diese schickten 1057 ihre Heere zur Verstärkung und unterwarfen die Kessiner und Zirzipanen. Der Frieden wurde für 15.000 Mark ausgehandelt, aber viele wurden erschlagen und in Gefangenschaft abgeführt. Helmold erwähnt negativ, dass es den Sachsen dabei nur um das Geld ging, und nicht um die Christianisierung der noch heidnischen Slawen.

## Burgwälle
Burgwälle der Tollenser waren möglicherweise
- Burgwall im Kastorfer See
- Burgwall Kastorf
- Burgwall Möllenhagen
- Burgwall Wildberg
- Siedlung in Mölln